# Apahida
Apahida es una comuna de Rumania, en el distrito de Cluj. Su población en el censo de 2002 era de 8.783 habitantes.